# Moissat
Moissat é uma comuna francesa na região administrativa de Auvérnia-Ródano-Alpes, no departamento Puy-de-Dôme. Estende-se por uma área de 13,12 km². Em 2010 a comuna tinha 1 245 habitantes (densidade: 94,9 hab./km²).